# TLC: Tables, Ladders & Chairs (2017)
TLC: Tables, Ladders & Chairs (2017) là một sự kiện đấu vật chuyên nghiệp, được tổ chức bởi WWE cho Raw. Nó diễn ra vào ngày 22/10/2017, tại Target Center ở Minneapolis, Minnesota. Nó là sự kiện TLC: Tables, Ladders & Chairs thứ 9. Chỉ 2 ngày trước sự kiện, Roman Reigns và Bray Wyatt, những người ban đầu được sắp xếp để biểu diễn, được thay bởi đô vật khác do vấn đề sức khoẻ. Theo kết quả, 2 trận đấu được thay đổi, một trong đó có sự tham gia của một đô vật từ SmackDown.